# Arme automatique

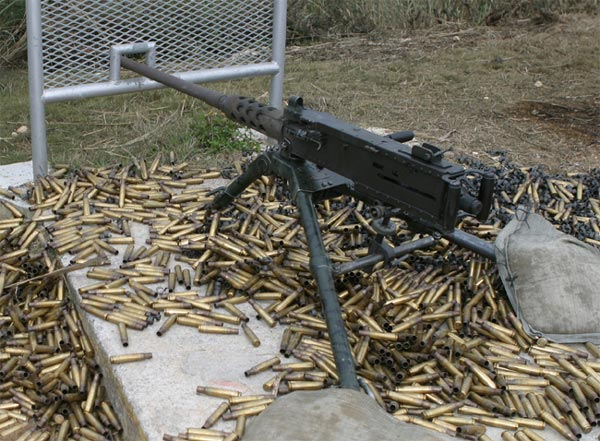
Une mitrailleuse Browning M2.

Une arme automatique est une arme à feu capable de tirer des projectiles par rafales, c'est-à-dire les uns après les autres, tant que la queue de détente reste pressée.
Le rechargement d'une arme automatique s'effectue de lui-même par un mécanisme interne qui utilise une part de l'énergie de la charge de chaque munition (on parle d'emprunt de gaz), ou bien grâce à un moteur.
Les armes automatiques sont utilisées à des fins militaires ou de sécurité. Elles offrent une puissance de feu plus importante que les armes non automatiques, augmentant la probabilité d'atteindre une fois, voire plusieurs fois la cible dans un court délai après le début du tir.
Le tir automatique permet également d'effectuer des tirs de suppression, c’est-à-dire un tir suffisamment nourri pour empêcher ou, pour le moins, rendre difficiles les mouvements tactiques de l'ennemi.

## Description

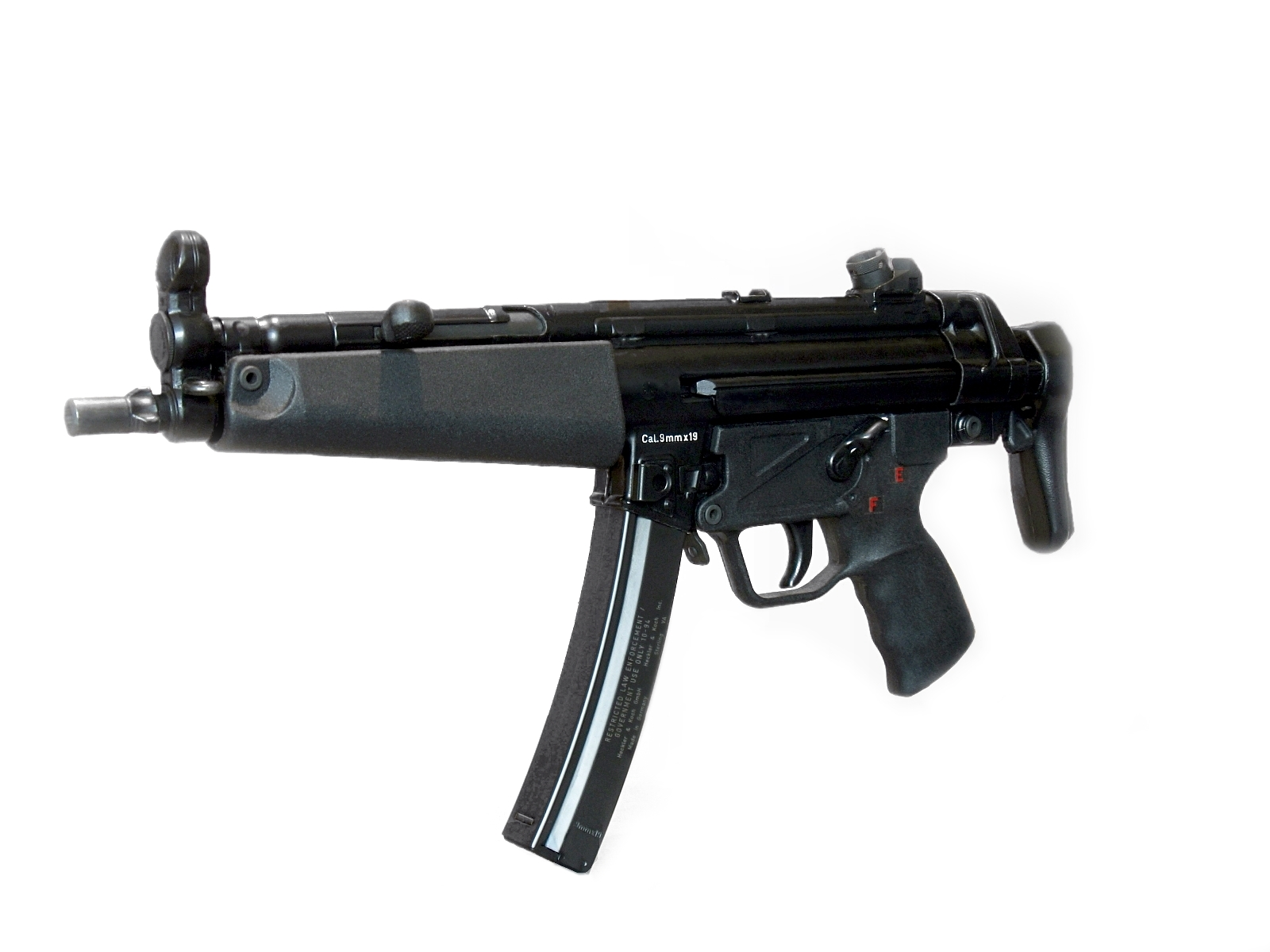
HK MP5.

Les armes automatiques individuelles sont souvent dotées d'un sélecteur de tir permettant de tirer également en mode semi-automatique. Certaines armes modernes possèdent un dispositif additionnel avec lequel une pression sur la queue de détente commande le tir d'un nombre déterminé de cartouches (en général trois), ou bien, comme FAMAS de l'armée française, l'utilisateur doit manœuvrer le limiteur de rafale du boîtier de mécanisme, situé sous la crosse, pour passer d'une rafle de trois coups à la « rafale limitée » (comme les versions les plus modernes du MP5 qui ont un sélecteur de tir à 4 positions : rafale, rafale limitée (3 coups), semi-auto et sécurité).
Les pistolets mitrailleurs, fusils d'assaut, les mitrailleuses et quelques pistolets sont des armes automatiques. Tous les canons embarqués dans les avions de combat sont des armes automatiques.
Le tir automatique, surtout sur les armes légères qui, par définition, ne sont pas montées sur affût, provoque un recul important et des mouvements d'aller et de retour de la culasse qui nuisent à la précision. Le tir automatique provoque également un échauffement rapide des armes. On distingue dès lors la cadence de tir théorique qui désigne la vitesse de fonctionnement du mécanisme en nombre de coups par minute de la cadence de tir pratique qui indique combien de tir peuvent être effectués en tenant compte de l'échauffement et de la fréquence et du temps de rechargement.